# 범죄도시 (2017년 영화)
《범죄도시》는 2017년에 개봉한 대한민국의 범죄 영화이다. 강윤성이 감독하고 마동석과 윤계상이 주연으로 연기했다. 2017년 10월 3일에 개봉했다.
2004년을 배경으로 형사 마석도(마동석 분)가 중국-한국 연합 조직범죄를 수사하고 사채꾼 장첸(윤계상 분)을 체포하고자 분투하는 이야기를 다룬다. 제작비가 70억 원이 투입됐으며 국내관객 688만 명, 누적매출액 563억 원을 기록했다. 본작의 상업적 성공으로 《범죄도시》 시리즈가 파생됐으며 2022년 《범죄도시 2》를 시작으로 속편이 제작됐다.

## 줄거리
2004년 서울… 하얼빈에서 넘어와 단숨에 기존 조직들을 장악하고 가장 강력한 세력인 춘식이파 보스 ‘황사장(조재윤 분)’까지 위협하며 도시 일대의 최강자로 급부상한 신흥범죄조직의 악랄한 보스 ‘장첸(윤계상 분)’.
대한민국을 뒤흔든 ‘장첸(윤계상 분)’ 일당을 잡기 위해 오직 주먹 한방으로 도시의 평화를 유지해 온 괴물형사 ‘마석도(마동석 분)’와 인간미 넘치는 든든한 리더 ‘전일만(최귀화 분)’ 반장이 이끄는 강력반은 나쁜 놈들을 한방에 쓸어버릴 끝.짱.나.는. 작전을 세우는데…
통쾌하고! 화끈하고! 살벌하게! 올 추석, 나쁜 놈들 때려잡는 강력반 형사들의 ‘조폭소탕작전’이 시작된다!

## 등장인물
- 마동석 : 마석도 역 (일본 더빙: 키쿠치 야스히로) - 본작의 주인공. 서울금천경찰서 강력반 부반장
- 윤계상 : 장첸 역 (일본 더빙: 후쿠사토 타츠노리) - 1편의 메인 빌런이자 최종 보스
- 조재윤 : 황사장 역 - 춘식이파 두목
- 최귀화 : 전반장 역 (일본 더빙: 니시가키 슌사쿠) - 서울금천경찰서 강력반 반장
- 임형준 : 도승우 역 - 1편의 서브 빌런. 독사파 행동대장 → 스포일러[2]
- 진선규 : 위성락 역 - 1편의 장첸의 오른팔이자 중간 보스
- 홍기준 : 박병식 역 - 서울금천경찰서 강력반 마석도의 오른팔 형사
- 허동원 : 오동균 역 (일본 더빙: 미코가미 코우지) - 서울금천경찰서 강력반 형사
- 하준 : 강홍석 역 - 서울금천경찰서 강력반 막내 형사
- 김성규 : 양태 역 - 1편의 장첸의 왼팔이자 중간 보스
- 박지환 : 장이수 역 (일본 더빙: 타카하시 친넨) - 1편의 서브 빌런. 이수파 두목
- 허성태 : 독사 역 - 1편의 서브 빌런. 독사파 두목

## 캐스팅 정보
(†) 표시는 영화 상에서 사망한 인물이다.

### 주요 인물
| 연기자 | 배역 + 원어명 | 배역 + 원어명     | 인간관계 | 인간관계                                                                                                   | 인간관계                                                                     | 출생                              | 신체              | 국적     | 언어           | 스턴트 대역 | 소속                                        | 배역 설명                                                                                 | 직업                              | 무기               | 특별무기               | 비유동물 |
| 연기자 | 배역 + 원어명 | 배역 + 원어명     | 우호적인 관계 | 적대적인 관계                                                                                              | 애매한 관계                                                                  | 출생                              | 신체              | 국적     | 언어           | 스턴트 대역 | 소속                                        | 배역 설명                                                                                 | 직업                              | 무기               | 특별무기               | 비유동물 |
| ------ | ------------- | ----------------- | --- | --- | ---------------------------------------------------------------------------- | --------------------------------- | ----------------- | -------- | -------------- | ----------- | ------------------------------------------- | ----------------------------------------------------------------------------------------- | --------------------------------- | ------------------ | ---------------------- | -------- |
| 마동석 | 마석도        | Ma Seok-do        | 황춘식, 전일만, 박병식, 오동균, 강홍석, 장이수, 룸살롱 마담, 왕오, 연길식당 사장, 휘발유, 경유, 룸살롱 지배인, 춘식이파 행동대장, 이상용, 광역수사대 강 팀장, 강홍석 약혼녀 | 장첸, 위성락, 양태                                                                                         | 안성태, 도승우, 곽득태, 원 사장, 이수파 행동대장, 이수파 헐랭이, 이수파 일군 | 1971년 3월 1일 (33세), 돼지띠     | 178cm, 120kg, O형 | 대한민국 | 한국어         | 윤성민      | 서울금천경찰서 강력1반 부반장               | 나쁜놈들 때려잡는 괴물형사 (이 영화의 고구마 주인공. 백화한 창우)                         | 아마추어 복서 → 경찰공무원 (형사) | 맨몸 (사실상 주먹) |                        |          |
| 윤계상 | 장첸          | Zhang Qian (张谦) | 위성락, 양태 | 마석도, 황춘식, 전일만, 박병식, 오동균, 강홍석, 장이수, 도승우, 안혜경, 길수, 이수파 행동대장, 이수파 일군 | 곽득태, 원 사장                                                              | 1968년 12월 20일 (36세), 원숭이띠 | 182cm, 70kg       | 중국     | 한국어, 중국어 | 이광기      | 흑룡파 행동대장 (이전) / 흑룡파 두목 (시점) | 돈 앞에 무자비한 악랄한 보스 (인간말종 1. 이 영화의 메인 빌런이자 최종 보스. 흑화한 승우) | 사채업자                          | 손도끼, 단검       | 대걸레, 화분, 유리조각 | 호랑이   |

### 조연
| 연기자 | 배역 + 원어명 | 배역 + 원어명          | 인간관계 | 인간관계 | 인간관계                                                    | 출생                  | 가족                  | 국적     | 언어           | 소속                                                                     | 직업              | 무기       |
| 연기자 | 배역 + 원어명 | 배역 + 원어명          | 우호적인 관계 | 적대적인 관계 | 애매한 관계                                                 | 출생                  | 가족                  | 국적     | 언어           | 소속                                                                     | 직업              | 무기       |
| ------ | ------------- | ---------------------- | --- | --- | ----------------------------------------------------------- | --------------------- | --------------------- | -------- | -------------- | ------------------------------------------------------------------------ | ----------------- | ---------- |
| 조재윤 | 황춘식        | Hwang Chun-sik         | 마석도, 전일만, 박병식, 오동균, 강홍석, 룸살롱 마담, 룸살롱 지배인, 춘식이파 행동대장                                                    | 장첸, 위성락, 양태, 곽득태, 원 사장 | 장이수, 도승우                                              | 1969년 (닭띠)         | ?                     | 대한민국 | 한국어         | 가리봉동 룸살롱 사장 / 춘식이파 두목 (본작의 조력자 1이자 최대 피해자)   | 조직폭력배        | 칼         |
| 최귀화 | 전일만        | Jeon Il-man            | 마석도, 황춘식, 박병식, 오동균, 강홍석, 장이수, 왕오, 연길식당 사장, 휘발유, 경유, 이상용, 광역수사대 강 팀장, 공항책임자, 강홍석 약혼녀 | 장첸, 위성락, 양태 | 이수파 행동대장, 이수파 헐랭이, 이수파 일군                 | 1971년 (33세), 돼지띠 | ?                     | 대한민국 | 한국어         | 서울금천경찰서 강력1반 반장                                              | 경찰공무원 (형사) |            |
| 임형준 | 도승우(†)     | Do Seung-woo           | 위성락, 안성태 | 장첸, 양태, 노래방 사장 | 안혜경                                                      | ?                     | 안혜경 (배우자)       | 대한민국 | 한국어         | 독사파 행동대장 → 흑룡파로 전향한 조선족 (본작의 서브 빌런이자 피해자 6) | 사채업자          |            |
| 진선규 | 위성락        | Wei Chengluo (魏成洛)  | 장첸, 양태, 도승우 | 마석도, 황춘식, 전일만, 박병식, 오동균, 강홍석, 장이수, 길수, 룸살롱 마담, 이수파 행동대장, 이수파 일군, 노래방 사장, 룸살롱 지배인          | 안혜경                                                      | 1969년 (닭띠)         | ?                     | 중국     | 한국어, 중국어 | 장첸의 오른팔 (인간말종 2. 이 영화의 중간 보스 1이자 메인 빌런의 오른팔) | 사채업자          | 단검, 도끼 |
| 홍기준 | 박병식        | Park Byung-sik         | 마석도, 황춘식, 전일만, 오동균, 강홍석, 장이수, 왕오, 연길식당 사장, 휘발유, 경유, 강홍석 약혼녀                                         | 장첸, 위성락, 양태 | 안성태, 도승우, 이수파 행동대장, 이수파 헐랭이, 이수파 일군 |                       | ?                     | 대한민국 | 한국어         | 서울금천경찰서 강력1반 형사 (마석도의 오른팔)                            | 경찰공무원 (형사) | 맨몸       |
| 허동원 | 오동균        | Oh Dong-gyun           | 마석도, 황춘식, 전일만, 박병식, 강홍석, 장이수, 왕오, 연길식당 사장, 휘발유, 경유, 강홍석 약혼녀                                         | 장첸, 위성락, 양태 | 안성태, 도승우, 이수파 행동대장, 이수파 헐랭이, 이수파 일군 |                       | ?                     | 대한민국 | 한국어         | 서울금천경찰서 강력1반 브레인 형사                                       | 경찰공무원 (형사) | 맨몸       |
| 하준   | 강홍석        | Kang Hong-seok         | 마석도, 황춘식, 전일만, 박병식, 오동균, 장이수, 왕오, 연길식당 사장, 휘발유, 경유, 이상용, 강홍석 약혼녀                                 | 장첸, 위성락, 양태 | 안성태, 도승우, 이수파 행동대장, 이수파 헐랭이, 이수파 일군 |                       | ?                     | 대한민국 | 한국어         | 서울금천경찰서 강력1반 막내 형사                                         | 경찰공무원 (형사) |            |
| 김성규 | 양태          | Yang Tai (杨泰)        | 장첸, 위성락 | 마석도, 황춘식, 전일만, 박병식, 오동균, 강홍석, 장이수, 안성태, 도승우, 길수, 이수파 행동대장, 이수파 일군, 춘식이파 행동대장, 룸살롱 지배인 | 곽득태, 원 사장, 안혜경                                     | 1976년 (28세), 용띠   | ?                     | 중국     | 한국어, 중국어 | 장첸의 왼팔 (인간말종 3. 이 영화의 중간 보스 2이자 메인 빌런의 왼팔)     | 사채업자          | 도끼       |
| 박지환 | 장이수        | Zhang Yishuai (張夷帥) | 마석도, 전일만, 박병식, 오동균, 강홍석, 이수파 행동대장, 이수파 일군, 이수파 헐랭이                                                      | 장첸, 위성락, 양태 | 황춘식, 안성태, 도승우, 춘식이파 행동대장                   | 1971년 (33세), 돼지띠 | 육복자 (모, 1944년생) | 중국     | 한국어         | 이수파 두목 (본작의 前 서브 빌런. 조력자 2이자 신 스틸러 및 개그 캐릭터) | 조직폭력배        | 맨몸       |
| 허성태 | 안성태(†)     | Ahn Sung-tae           | 도승우 | 장첸, 위성락, 양태 | 마석도, 박병식, 오동균, 강홍석                              | 1969년 (닭띠)         | ?                     | 대한민국 | 한국어         | 독사파 두목 (본작의 피해자 1)                                            | 조직폭력배        |            |

### 그 외
| 연기자 | 배역          | 인간관계                                              | 인간관계           | 인간관계    | 출생 | 가족                           | 국적     | 언어           | 소속                                                     | 직업       |
| 연기자 | 배역          | 우호적인 관계                                         | 적대적인 관계      | 애매한 관계 | 출생 | 가족                           | 국적     | 언어           | 소속                                                     | 직업       |
| ------ | ------------- | ----------------------------------------------------- | ------------------ | ----------- | ---- | ------------------------------ | -------- | -------------- | -------------------------------------------------------- | ---------- |
| 김구택 | 곽득태        | 원 사장                                               | 황춘식             | 장첸, 양태  |      |                                | 대한민국 |                | 장첸의 고용주 (본작의 만악의 근원 및 히든 보스 1)        | 사채업자   |
| 민경진 | 연길식당 사장 | 마석도, 전일만, 박병식, 오동균, 강홍석, 왕오          | 장첸, 위성락, 양태 |             |      | 왕오                           | 대한민국 |                | 연길식당 사장 (본작의 피해자 8)                          |            |
| 엄지성 | 왕오          | 마석도, 전일만, 박병식, 오동균, 강홍석, 연길식당 사장 | 장첸, 위성락, 양태 |             |      | 연길식당 사장(왕오의 할아버지) | 대한민국 | 한국어, 중국어 | 연길식당 주인의 손자 / 조선족 소년 (본작의 피해자 9)     |            |
| 박상규 | 원 사장       | 곽득태                                                | 황춘식             | 장첸, 양태  |      |                                | 대한민국 | 한국어         | 곽득태 사장의 동업자 (본작의 만악의 근원 및 히든 보스 2) | 사채업자   |
| 유지연 | 안혜경        | 춘식이파 행동대장                                     | 장첸               | 도승우      |      | 도승우                         | 대한민국 | 한국어         | 호프집 사장                                              |            |
| 배진아 | 룸살롱 마담   | 마석도, 황춘식, 룸살롱 지배인                         | 장첸, 위성락, 양태 |             |      |                                | 대한민국 | 한국어         | 룸살롱 마담 (본작의 조력자 3)                            |            |
| 윤대열 | 길수          | 안성태, 도승우                                        | 장첸, 위성락, 양태 |             |      |                                | 대한민국 | 한국어         | 독사파 조직원 (본작의 피해자 2)                          | 조직폭력배 |
| 윤병희 | 휘발유        | 마석도, 전일만, 박병식, 오동균, 강홍석, 경유          |                    | 위성락      |      | 경유                           | 대한민국 | 한국어, 중국어 | 조선족 형제 (본작의 조력자 4)                            |            |
| 이도군 | 경유          | 마석도, 전일만, 박병식, 오동균, 강홍석, 휘발유        |                    | 위성락      |      | 휘발유                         | 대한민국 | 한국어, 중국어 | 조선족 형제 (본작의 조력자 5)                            |            |

### 단역
- 민무제: 이수파 헐랭이 역 - 당구장의 독사파 조직원을 찌른 이수파의 조직원이자 진실의 방 최초의 주인공.
- 진모: 이수파 일군 역(†) - 큰 덩치의 민머리 조직원.
- 조수혁: 번개 역
- 조상기: 용가리 역
- 이성우: 이수파 행동대장 역 - 본작의 엑스트라 보스이자 피해자 4, 장이수의 오른팔.
- 권진우: 이수파 조직원들 역(†)
- 박지홍: 이수파 조직원들 역(†)
- 김성종: 이수파 조직원들 역
- 이규호: 춘식이파 행동대장 역(†) - 본작의 피해자 7, 황춘식의 오른팔.
- 김수현: 춘식이파 조직원들 역
- 김진만: 춘식이파 조직원들 역
- 배진웅: 흑룡파 조직원들 역
- 정재헌: 흑룡파 조직원들 역
- 김의담: 흑룡파 조직원들 역
- 서문호: 흑룡파 조직원들 역
- 김윤배: 흑룡파 조직원들 역
- 신기록: 흑룡파 조직원들 역
- 김광현: 형사들 역
- 정수원: 형사들 역
- 최성재: 형사들 역
- 이태규: 형사들 역
- 염시훈: 형사들 역
- 한성천: 바다이야기 사장 역
- 노진영: 룸살롱 지배인 역(†) - 본작의 피해자 3.
- 정형석: 회갑연 사회자 역
- 박남희: 장이수 모 역
- 박기륭: 노래방 사장 역
- 김성강: 연길식당 조선족 역
- 오민애: 가리봉동 여자 상인 역
- 김대흥: 가리봉동 남자 상인 역
- 김용호: 당구장 사장 역
- 유시연: 당구장 종업원 역
- 백인권: 당구장 독사파 역
- 허재훈: 나이트클럽 지배인 역
- 장용희: 경찰서 통역 역 - 위성락을 취조할 때 섭외한 중국어 통역사.
- 고미호: 나미 역 - 유흥업소 여 종업원.
- 레지나: 룸살롱 접대녀들 역
- 고은이: 룸살롱 접대녀들 역
- 정명진: 룸살롱 접대녀들 역
- 오누리: 룸살롱 접대녀들 역
- 금광산: 목욕탕 문신남 역
- 양권석: 치료노인 역
- 이상원: 119구조대원 역
- 양한슬: 119구조대원 역
- 이경원: 공항직원 역
- 김정한: 연길식당순경 역
- 원규: 기자들 역
- 윤정근: 기자들 역
- 한민용: 앵커 역

### 특별출연
- 정인겸: 법의학자 역
- 조진웅: 광역수사대 팀장 역 - 서울지방경찰청 광역수사대 팀장.
- 정인기: 금천경찰서장 이상용 역
- 예정화: 공항책임자 역 - 김포국제공항의 시설관리 책임자.
- 윤주: 강홍석 약혼녀 역

### 스턴트 대역
- 윤성민: 마석도 대역
- 이광기: 장첸 대역

## 일본판 성우진
- 키쿠치 야스히로: 마석도(마동석)
- 후쿠사토 타츠노리: 장첸(윤계상)
- 사쿠라이 아키라: 황춘식(조재윤)
- 니시가키 슌사쿠: 전일만(최귀화)
- ?: 위성락(진선규)
- ?: 박병식(홍기준)
- 미코가미 코우지: 오동균(허동원)
- ?: 강홍석(하준)
- ?: 양태(김성규)
- 타카하시 친넨: 장이수(박지환)
- ?: 안성태(허성태)

## VIP 시사회
- 강윤성 (1편 연출)
- 마동석, 최귀화, 홍기준, 허동원, 하준 (1편의 형사팀)

## 수상 경력
- 2017년 제38회 청룡영화상 남우조연상(진선규)
- 2017년 제4회 한국영화제작가협회상 기술상(전재형, 허명행)
- 2017년 제6회 한국영화배우협회 스타의 밤 인기스타상(윤계상)
- 2018년 제9회 올해의 영화상 남우조연상(진선규)
- 2018년 제9회 올해의 영화상 올해의 발견상(윤계상)
- 2018년 골든에그어워즈 남자배우상(마동석)
- 2018년 제54회 백상예술대상 영화부문 신인감독상(강윤성)
- 2018년 제23회 춘사영화제 신인감독상(강윤성)
- 2018년 제2회 한중국제영화제 남우주연상(마동석)
- 2018년 제14회 제천국제음악영화제 JIMFF 어워즈 JIMFF STAR상(윤계상)
- 2018년 제18회 디렉터스 컷 시상식 올해의 신인감독상(강윤성)

## 제작
서울 구로구 가리봉동 차이나타운을 배경으로, 2004년 5월 '왕건이파'로 활동했던 14명의 조선족을 살인 미수 혐의로 구속한 사건과 2007년 4월 가리봉동 일대 차이나타운을 거점으로 조직된 연변 조직 '흑사파' 7명을 구속하고 26명을 불구속 입건한 사건을 섞어서 각색했다. 1편에서는 주연이 2명이며, 주인공 마석도 역을 맡은 마동석은 서울금천경찰서 강력반 부반장이며 조선족 흑룡파를 복수하는 괴물형사이다. 1편의 장첸 역을 맡은 윤계상이 조선족 흑룡파 행동대장이다. 조연급의 진선규가 중간 보스 악남 위성락이 장첸의 오른팔, 김성규가 양대 중간 보스 양태가 장첸의 왼팔로 맡는다. 본작의 주적은 중국에서 건너온 조선족 흑룡파이다.

## 참고사항
- 1편의 최종 보스 장첸 역을 맡은 윤계상이 벌크업으로 덩치가 상당히 커진 사진이 공개되었다. 따라서 윤계상이 맡은 장첸이 육체파쪽 주먹싸움 위주로 범죄를 일으키는 빌런일 확률이 높으며, 어쩌면 장첸은 더 강력한 힘과 실력을 가진 빌런일 확률 또한 높다.
- 1편의 VOD는 2017년 11월 16일에 공개되었다.
- 홍기준은 MBC 일일 드라마 《다시 시작해》, KBS2 일일 드라마 《여자의 비밀》에서 형사 역할로 맡아 이 작품에서도 형사 역할을 맡는다.

- 마동석, 윤계상과 배진아는 영화 《비스티 보이즈》 이후 약 9년만에 재회했다.
- 마동석, 최귀화와 백인권은 영화 《부산행》 이후 약 1년만에 재회했다.
- 마동석과 조재윤은 MBC 월화 드라마 《히트》 이후 약 10년만에 재회했다.
- 마동석, 진선규, 홍기준은 영화 《좋은 놈, 나쁜 놈, 이상한 놈》 이후로 9년만에 재회했다.
- 마동석, 허동원, 박지홍과 이규호는 드라마 《나쁜 녀석들》 이후 약 3년만에 재회했다. 나쁜 녀석들에서는 마동석과 이규호는 같은 조직폭력배 동료로 출연.
- 마동석과 정인기는 영화 《이웃사람》 이후 약 5년만에 재회했다.
- 윤계상과 진선규는 MBC 수목드라마 《로드 넘버원》 이후로 7년만에 재회하며, 영화 《풍산개》 이후로 6년만에 재회하는 작품이며, 《극적인 하룻밤》 이후로 2년만에 재회했다.
- 조재윤과 금광산은 SBS 월화 드라마 《피고인》 이후로 9개월만에 재회했다.
- 최귀화는 KBS 2TV 주말 드라마 《황금빛 내 인생》 이후로 1개월만에 재회했다.
- 최귀화와 백인권은 영화 《택시운전사》 이후로 2개월만에 재회했다.
- 임형준과 허동원은 MBC 수목 드라마 《앵그리맘》 이후로 2년만에 재회했다.
- 임형준, 허성태, 홍기준, 김성종은 KBS 2TV 수목 드라마 《감격시대: 투신의 탄생》 이후로 3년만에 재회했다.
- 진선규는 MBC 주말연속극 《여자를 울려》 이후로 2년만에 재회했다.
- 진선규, 하준은 SBS 수목 드라마 《쓰리 데이즈》 이후로 3년만에 재회했다.
- 진선규, 하준, 박지환, 김구택은 SBS 월화 드라마 《육룡이 나르샤》 이후로 2년만에 재회했다.
- 박지환, 이규호, 김광현, 정형석은 영화 《검사외전》 이후로 1년만에 재회했다.
- 김광현은 KBS 2TV TV소설 드라마 《내 마음의 꽃비》 이후로 1년만에 재회했다.
- 최성재는 KBS 2TV TV소설 드라마 《그 여자의 바다》 이후로 8개월만에 재회했다.

## 같이 보기
- 범죄도시2
- 범죄도시3
- 범죄도시4
- 범죄도시5
- 범죄도시6
- 범죄도시7
- 범죄도시8
- 범죄도시 시리즈

## 역대 범죄조직
- 대한민국 국외 및 국내 납치 살인 (2편)
- 대한민국 부패 경찰 & 일본 야쿠자 조직 (3편)
- 대한민국 불법 온라인 도박 사이트 조직 (4편)
- 중국 마피아 조직 및 살인 (5편)
- (6편)
- (7편)
- (8편)

## 빌런 정보
| 범죄도시 시리즈 메인 빌런 | 범죄도시 시리즈 메인 빌런               | 범죄도시 시리즈 메인 빌런               | 범죄도시 시리즈 메인 빌런               |
| 1부                       | 1부                                     | 1부                                     | 1부                                     |
| 범죄도시                  | 범죄도시2                               | 범죄도시3                               | 범죄도시4                               |
| ------------------------- | --------------------------------------- | --------------------------------------- | --------------------------------------- |
| 장첸                      | 강해상                                  | 주성철, 리키                            | 백창기                                  |
| 2부                       |                                         |                                         |                                         |
| 범죄도시5                 | 범죄도시6                               | 범죄도시7                               | 범죄도시8                               |
| 첸강 스포일러             | ??? (페이크 최종보스) ??? (진 최종보스) | ??? (페이크 최종보스) ??? (진 최종보스) | ??? (페이크 최종보스) ??? (진 최종보스) |

| 범죄도시 시리즈 최종 보스 | 범죄도시 시리즈 최종 보스               | 범죄도시 시리즈 최종 보스               | 범죄도시 시리즈 최종 보스               |
| 1부                       | 1부                                     | 1부                                     | 1부                                     |
| 범죄도시                  | 범죄도시2                               | 범죄도시3                               | 범죄도시4                               |
| ------------------------- | --------------------------------------- | --------------------------------------- | --------------------------------------- |
| 장첸                      | 강해상                                  | 주성철                                  | 백창기                                  |
| 2부                       |                                         |                                         |                                         |
| 범죄도시5                 | 범죄도시6                               | 범죄도시7                               | 범죄도시8                               |
| 첸강 스포일러             | ??? (페이크 최종보스) ??? (진 최종보스) | ??? (페이크 최종보스) ??? (진 최종보스) | ??? (페이크 최종보스) ??? (진 최종보스) |

| 범죄도시 시리즈 더블 최종 보스격 중간 보스 | 범죄도시 시리즈 더블 최종 보스격 중간 보스 | 범죄도시 시리즈 더블 최종 보스격 중간 보스 | 범죄도시 시리즈 더블 최종 보스격 중간 보스 |
| 1부                                        | 1부                                        | 1부                                        | 1부                                        |
| 범죄도시                                   | 범죄도시2                                  | 범죄도시3                                  | 범죄도시4                                  |
| ------------------------------------------ | ------------------------------------------ | ------------------------------------------ | ------------------------------------------ |
| 없음                                       | 없음                                       | 리키                                       | 조지훈                                     |
| 2부                                        |                                            |                                            |                                            |
| 범죄도시5                                  | 범죄도시6                                  | 범죄도시7                                  | 범죄도시8                                  |
| 스포일러                                   | ???                                        | ???                                        | ???                                        |

| 범죄도시 시리즈 중간 보스 | 범죄도시 시리즈 중간 보스 | 범죄도시 시리즈 중간 보스 | 범죄도시 시리즈 중간 보스 |
| 1부                       | 1부                       | 1부                       | 1부                       |
| 범죄도시                  | 범죄도시2                 | 범죄도시3                 | 범죄도시4                 |
| ------------------------- | ------------------------- | ------------------------- | ------------------------- |
| 위성락, 양태              | 장기철 & 장순철           | 김용국, 마하              | 권태운                    |
| 2부                       |                           |                           |                           |
| 범죄도시5                 | 범죄도시6                 | 범죄도시7                 | 범죄도시8                 |
| ???                       | ???                       | ???                       | ???                       |

| 범죄도시 시리즈 서브 빌런 | 범죄도시 시리즈 서브 빌런 | 범죄도시 시리즈 서브 빌런  | 범죄도시 시리즈 서브 빌런 |
| 1부                       | 1부                       | 1부                        | 1부                       |
| 범죄도시                  | 범죄도시2                 | 범죄도시3                  | 범죄도시4                 |
| ------------------------- | ------------------------- | -------------------------- | ------------------------- |
| 장이수, 안성태, 도승우    | 없음                      | 토모카와 료, 이치조 요시오 | 장동철                    |
| 2부                       |                           |                            |                           |
| 범죄도시5                 | 범죄도시6                 | 범죄도시7                  | 범죄도시8                 |
| ??? ???                   | ??? ???                   | ??? ???                    | ??? ???                   |

| 범죄도시 시리즈 메인 빌런의 오른팔 | 범죄도시 시리즈 메인 빌런의 오른팔 | 범죄도시 시리즈 메인 빌런의 오른팔 | 범죄도시 시리즈 메인 빌런의 오른팔 |
| 1부                                | 1부                                | 1부                                | 1부                                |
| 범죄도시                           | 범죄도시2                          | 범죄도시3                          | 범죄도시4                          |
| ---------------------------------- | ---------------------------------- | ---------------------------------- | ---------------------------------- |
| 위성락                             | 두익                               | 김용국, 마하                       | 조지훈                             |
| 2부                                |                                    |                                    |                                    |
| 범죄도시5                          | 범죄도시6                          | 범죄도시7                          | 범죄도시8                          |
| ??? ???                            | ??? ???                            | ??? ???                            | ??? ???                            |

| 범죄도시 시리즈 메인 빌런의 왼팔 | 범죄도시 시리즈 메인 빌런의 왼팔 | 범죄도시 시리즈 메인 빌런의 왼팔 | 범죄도시 시리즈 메인 빌런의 왼팔 |
| 1부                              | 1부                              | 1부                              | 1부                              |
| 범죄도시                         | 범죄도시2                        | 범죄도시3                        | 범죄도시4                        |
| -------------------------------- | -------------------------------- | -------------------------------- | -------------------------------- |
| 양태                             | 없음                             | 이강호, 마사                     | 이 과장, 제이슨                  |
| 2부                              |                                  |                                  |                                  |
| 범죄도시5                        | 범죄도시6                        | 범죄도시7                        | 범죄도시8                        |
| ??? ???                          | ??? ???                          | ??? ???                          | ??? ???                          |

## 최종 전투
| 범죄도시 시리즈 최종 전투 | 범죄도시 시리즈 최종 전투 | 범죄도시 시리즈 최종 전투 | 범죄도시 시리즈 최종 전투 |
| 1부                       | 1부                       | 1부                       | 1부                       |
| 범죄도시                  | 범죄도시2                 | 범죄도시3                 | 범죄도시4                 |
| ------------------------- | ------------------------- | ------------------------- | ------------------------- |
| 김포공항 화장실           | 지하차도 버스             | 고급 일식집               | 인천공항 기내 일등석      |
| 김포공항 화장실           | 지하차도 버스             | 구룡경찰서                | 인천공항 기내 일등석      |
| 2부                       |                           |                           |                           |
| 범죄도시5                 | 범죄도시6                 | 범죄도시7                 | 범죄도시8                 |
| 길거리                    | 공장                      | 미정                      | 미정                      |
| 지하철                    | 기차                      | 미정                      | 미정                      |

### 내용주
1. ↑  영어 개봉제목은 《무법자들》(영어: The Outlaws)

### 참조주
1. 1 2  이정은 (2019년 1월 21일). “[오늘Who] 정철웅, 키위미디어그룹 투자배급사 행보 '성큼성큼'”. 《비즈니스포스트》. 비즈니스포스트. 2024년 5월 22일에 확인함.
2. ↑  흑룡파로 전향한 조선족이었으나 칼로 장첸에게 덤비려고 했으나 장첸에 의해 칼에 찔리고 사망했다.
3. ↑  작중 배경 년도인 2004년 기준. 참고로 배우도 1971년 3월 1일 같지만, 작중과 13년 차이가 나므로 46세이다.
4. ↑  71년생인 마석도와 고교 동창이다.
5. ↑  마석도와 동갑이다.
6. ↑  김지혜 (2017년 10월 8일). “'범죄도시' 진실의 방 어떻게 탄생했나”. SBS funE. 2021년 11월 14일에 확인함.
7. ↑  행정절차법 제26조(고지): 행정청이 처분을 할 때에는 당사자에게 그 처분에 관하여 행정심판 및 행정소송을 제기할 수 있는지 여부, 그 밖에 불복을 할 수 있는지 여부, 청구절차 및 청구기간, 그 밖에 필요한 사항을 알려야 한다.
8. ↑  여성가족부 고시 제2018-40호, 2018년 9월 14일 (청소년 유해 매체물)
9. ↑  여성가족부 고시 제2018-53호, 2018년 12월 13일 (청소년 유해 매체물)